# Придорожное (Луганская область)
Придорожное (укр. Придорожне) — село в Краснодонском районе Луганской области Украины. Под контролем самопровозглашённой Луганской Народной Республики. Входит в Самсоновский сельский совет.

## География
Соседние населённые пункты: село Самсоновка, посёлок Новосемейкино и города Молодогвардейск, Суходольск на юго-востоке, сёла Радянское на юге, Андреевка, Красное и посёлок Семейкино на юго-западе, сёла Переможное на западе, Новоанновка, Видно-Софиевка, Комиссаровка на северо-западе, Лысое на севере, Белоскелеватое и Габун на северо-востоке, Липовое и Дружное на востоке.

## Население
Население по переписи 2001 года составляло 277 человек.

## Общие сведения
Почтовый индекс — 35640. Телефонный код — 6435. Занимает площадь 7,96 км². Код КОАТУУ — 4421488803.

## Местный совет
94472, Луганская обл., Краснодонский р-н, с. Самсоновка, ул. Молодогвардейская, 30